# Coconut Tree
"Coconut Tree" é uma canção do cantor e compositor sueco-congolês Mohombi para seu álbum de estreia MoveMeant, conta com os vocais da cantora americana Nicole Scherzinger. Foi lançado em 15 de abril de 2011 como um download digital na Suécia. A música foi escrita por RedOne, AJ Junior, Mohombi, Bilal "The Chef", Jimmy Joker, Beatgeek e foi produzida por RedOne. Chegou ao 8º lugar no Swedish Singles Chart.

## Vídeo de música
Um videoclipe para acompanhar o lançamento de "Coconut Tree" foi lançado pela primeira vez no YouTube em 31 de Maio de 2011 e o vídeo é dirigido por Director X.

## Faixas
- Download Digital

1. "Coconut Tree" – 3:38

## Desempenho nas tabelas musicais

### Paradas semanais
| Chart (2011–12)                   | Maior posição |
| --------------------------------- | ------------- |
| Bélgica (Ultratop 50 de Flandres) | 13            |
| Canadá (Canadian Hot 100)         | 80            |
| Eslováquia (Rádio Top 100)        | 17            |
| Espanha (PROMUSICAE)              | 11            |
| Espanha (Airplay Chart)           | 6             |
| França (SNEP)                     | 75            |
| Grécia (Billboard Digital Songs)  | 6             |
| Noruega (VG-lista)                | 9             |
| Romênia (Romanian Top 100)        | 25            |
| Suécia (Sverigetopplistan)        | 8             |

## Histórico de lançamento
| País    | Data                | Formato          | Gravadora      |
| ------- | ------------------- | ---------------- | -------------- |
| Espanha | 11 de abril de 2010 | Download digital | Island Records |
| Suécia  | 11 de abril de 2010 | Download digital | Island Records |